# يسوع التاريخي
يشير مصطلح يسوع التاريخي إلى دراسة حياة وتعاليم يسوع بعد إخضاعها لأساليب النقد التاريخي، متجاهلةً التفسيرات الدينية التقليدية. تأخذ تلك الدراسات في الاعتبار السياقات التاريخية والثقافية التي عاش فيها يسوع. لا يختلف جميع علماء العصور القديمة تقريبًا أن يسوع كان شخصية تاريخية، وأجمع هؤلاء العلماء دومًا على رفض فكرة أن يسوع كان شخصية أسطورية، واعتبروها نظرية هامشية. يختلف العلماء حول معتقدات وتعاليم يسوع، وكذلك دقة روايات الكتاب المقدس إلا في حدثين فقط يحظيان بإجماع علمي عالمي تقريبًا: أنه تعمّد، وأنه صُلب.

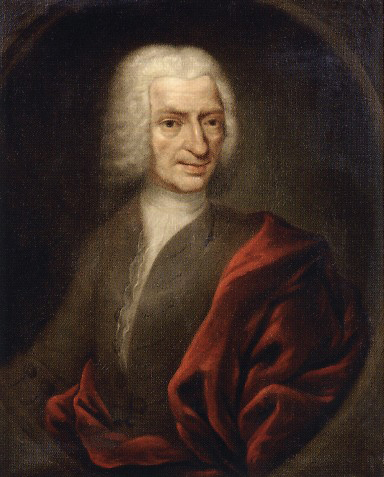
لوحة زيتية لهيرمان صمويل ريماروس.

تستند إعادة بناء شخصية يسوع التاريخية على رسائل بولس والأناجيل، وتدعم أيضًا العديد من المصادر غير الكتابية وجوده التاريخي. منذ القرن الثامن عشر الميلادي، كانت هناك ثلاثة موجات من البحث العلمي منفصلة تبحث مسألة يسوع التاريخي، وكان لكل منها خصائص مميزة وطوّرت معايير بحث جديدة ومختلفة. يؤكد الباحثون عن يسوع التاريخي عادةً أنه كان يهوديًا من الجليل، وأنه عاش في زمن كانت تسوده توقعات بمجئ المسيح المنتظر وبقُرب نهاية الزمان. يعزو بعض العلماء وجود العبارات التي تشير إلى نهاية العالم في الأناجيل إلى يسوع، في حين يصور آخرون "ملكوت الرب" على أنه ملكوت معنوي، وليس ذو طبيعة تشير إلى قرب نهاية العالم.
غالبًا ما تختلف صور يسوع التي تشكّلت عبر التاريخ باستخدام هذه المنهجيات عن بعضها البعض، وعن الصورة التي تُصوّرها روايات الأناجيل. شملت هذه الصور صورة يسوع كنبي رؤيوي يُبشّر بنهاية العالم، وكمعالج جذّاب، وكفيلسوف تشاؤمي، وكمسيح يهودي، وكنبي يدعو لتغيير المجتمع، وكحاخام. ليس هناك اتفاق كبير حول إحدى هذه الصور، أو حتى حول الطرق المستخدمة للوصول إليها، ولكن هناك سمات متداخلة بين الصور المختلفة، وقد يتفق العلماء حول بعض السمات، ويختلفون حول سمات أخرى.

## الوجود التاريخي
يتفق جميع علماء العصور القديمة تقريبًا على وجود يسوع. أكد المؤرخ مايكل غرانت أنه إذا طُبّقت المعايير التقليدية للنقد التاريخي على العهد الجديد، "فلا يمكننا رفض وجود يسوع أكثر مما يمكننا رفض وجود عدد من الشخصيات الوثنية التي لا يُشكّك في حقيقتها كشخصيات تاريخية أبدًا". كما أنه ليس هناك ما يشير إلى أن الكُتّاب في العصور القديمة الذين عارضوا المسيحية شككوا في وجود يسوع.
منذ سبعينيات القرن العشرين الميلادي، قام العديد من العلماء مثل يواكيم إريمياس وإد ساندرز وجيرد ثيسن بتتبع عناصر المسيحية في التيارات اليهودية خلال القرن الأول الميلادي، وتجاهلوا آراء الأقلية في القرن التاسع عشر الذين قالوا بأن صورة يسوع كانت مبنية على آلهة وثنية سابقة. تتواجد إشارات حول يسوع في النصوص غير الكتابية، والتي يدعم حقيقيتها غالبية المؤرخين. قوّضت الاختلافات بين النبوءات اليهودية المسيانية وحياة يسوع فكرة أن وجود يسوع يُعتبر اختراعًا مدراشيًّا أو تفسيرًا يهوديًا.:344–351 كانت التفاصيل عن حياة يسوع في كتابات بولس، والاختلافات بين رسائله والأناجيل كافية لمعظم العلماء لرفض المزاعم الأسطورية المتعلقة ببولس.:208–233 يقول جيرد ثيسن: «هناك إجماع علمي واسع على أنه يمكننا الوصول بشكل أفضل إلى يسوع التاريخي من خلال الرواية الإزائية.» وأضاف بارت إيرمان: «إن حذف الأناجيل من السجل التاريخي ليس عادلاً ولا علميًا. :73» تقول أحد الدراسات أنه إذا لم يكن يسوع موجودًا، «فإن أصل إيمان المسيحيين الأوائل يبقى لغزًا محيرًا.:233» يقول إيدي وبويد إن أفضل ما يمكن أن يؤكده التاريخ هو الاحتمالية، ومع ذلك فإن احتمالية وجود يسوع عالية جدًا، ويقول إيرمان «لقد استنتج جميع المؤرخين والعلماء تقريبًا أن يسوع كان موجودًا كشخصية تاريخية.:12, 21» وكتب المؤرخ جيمس دان قائلًا: «اليوم تقريبًا يقبل جميع المؤرخين، سواء كانوا مسيحيين أم لا، بوجود يسوع.» وفي مراجعة حول حالة الدراسات الحديثة صدرت سنة 2011م، كتب إيرمان: «لقد كان موجودًا بالتأكيد، وهو ما يتفق عليه كل باحث مختص في العصور القديمة، مسيحي أو غير مسيحي.:15–22»
تقوم نظرية أسطورة يسوع على افتراض أن يسوع الناصري لم يكن موجودًا على الإطلاق، أو إذا كان موجودًا، فلم يكن له أي علاقة تقريبًا بتأسيس المسيحية والروايات الواردة في الأناجيل. في القرن الحادي والعشرين الميلادي، كان هناك عدد من الكتب والأفلام الوثائقية حول هذا الموضوع. على سبيل المثال، كتب إيرل دوهرتي أن يسوع ربما كان شخصًا حقيقيًا، لكن روايات الكتاب المقدس عنه تقريبًا خيالية.:12 استخدم العديد من المؤيدين للنظرية إدعائًا ثلاثيًا ظهر لأول مرة في القرن التاسع عشر الميلادي: أن العهد الجديد ليس له قيمة تاريخية فيما يتعلق بوجود يسوع، وأنه لا توجد إشارات غير مسيحية إلى يسوع من القرن الأول الميلادي، وأن المسيحية لها جذور وثنية و/أو أسطورية.
يتفق علماء العصور القديمة المعاصرون على وجود يسوع، ويعتقد علماء الكتاب المقدس والمؤرخون التقليديون أن نظريات عدم وجوده دُحضت بشكل فعال. يرى روبرت برايس، وهو ملحد ينكر وجود يسوع، على أن وجهة نظره تتعارض مع آراء غالبية العلماء. ويقول مايكل غرانت (عالم كلاسيكي ومؤرخ) إنه «في السنوات الأخيرة، لم يجرؤ أي باحث جاد على افتراض عدم تاريخية يسوع، أو على أي حال لم يفعل ذلك سوى عدد قليل جدًا، ولم ينجحوا في التخلص من أقوى الأدلة التي تثبت عكس ذلك، وهي في الواقع وفيرة للغاية.» ويقول ريتشارد بوريدج: «هناك من يزعمون أن يسوع من نسج خيال الكنيسة، وأنه لم يكن هناك يسوع على الإطلاق. يجب أن أقول إنني لا أعرف أي باحث نقدي محترم يقول ذلك بعد الآن.:24–26»

## المصادر

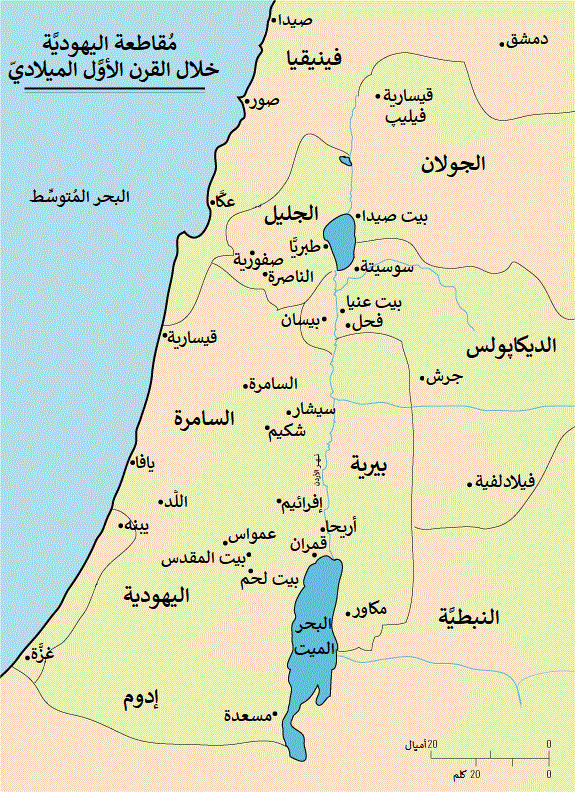
المقاطعة اليهودية خلال القرن الأول الميلادي.

#### الأناجيل الإزائية

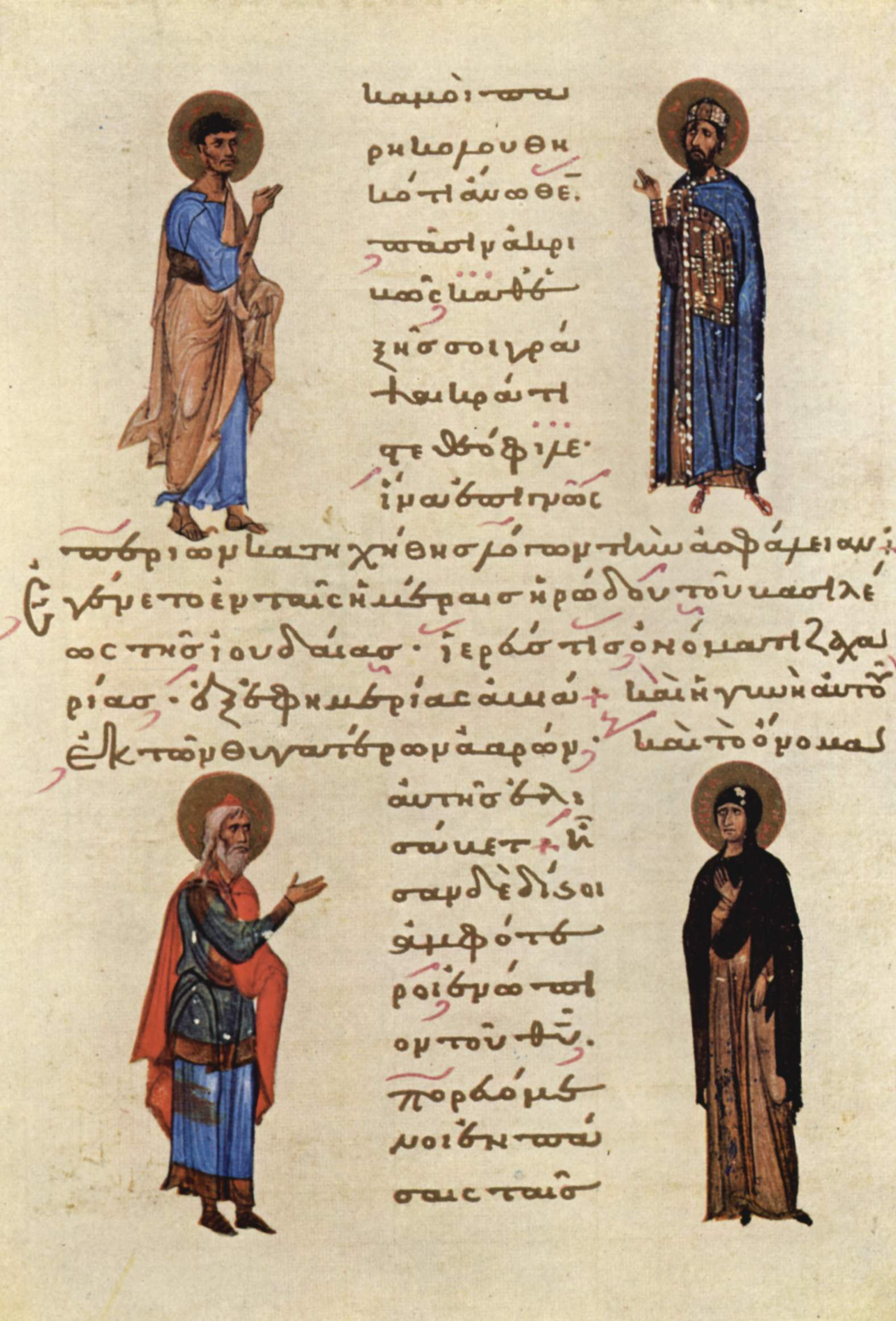
مخطوطة بيزنطية من القرن الحادي عشر الميلادي تحتوي على افتتاحية إنجيل لوقا.

#### الموجة الأولى

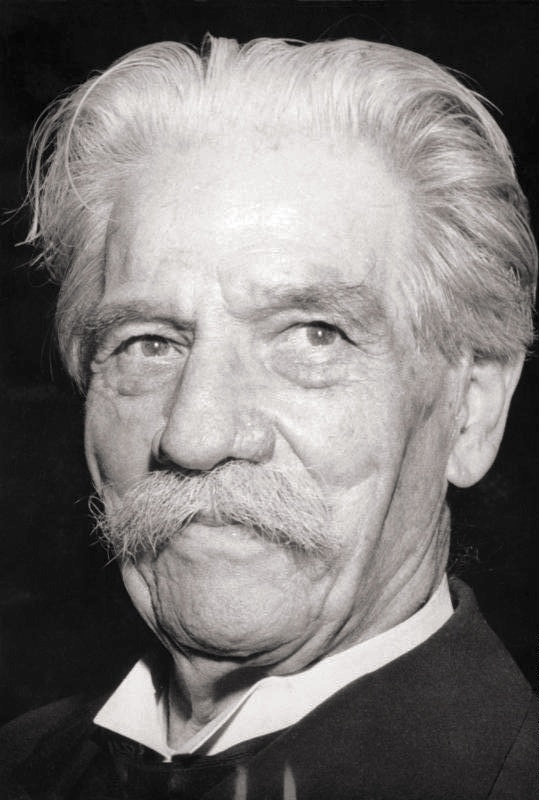
ألبرت شفايتزر الذي صاغ كتابه عبارة "البحث عن يسوع التاريخي".

## المعمودية والصلب

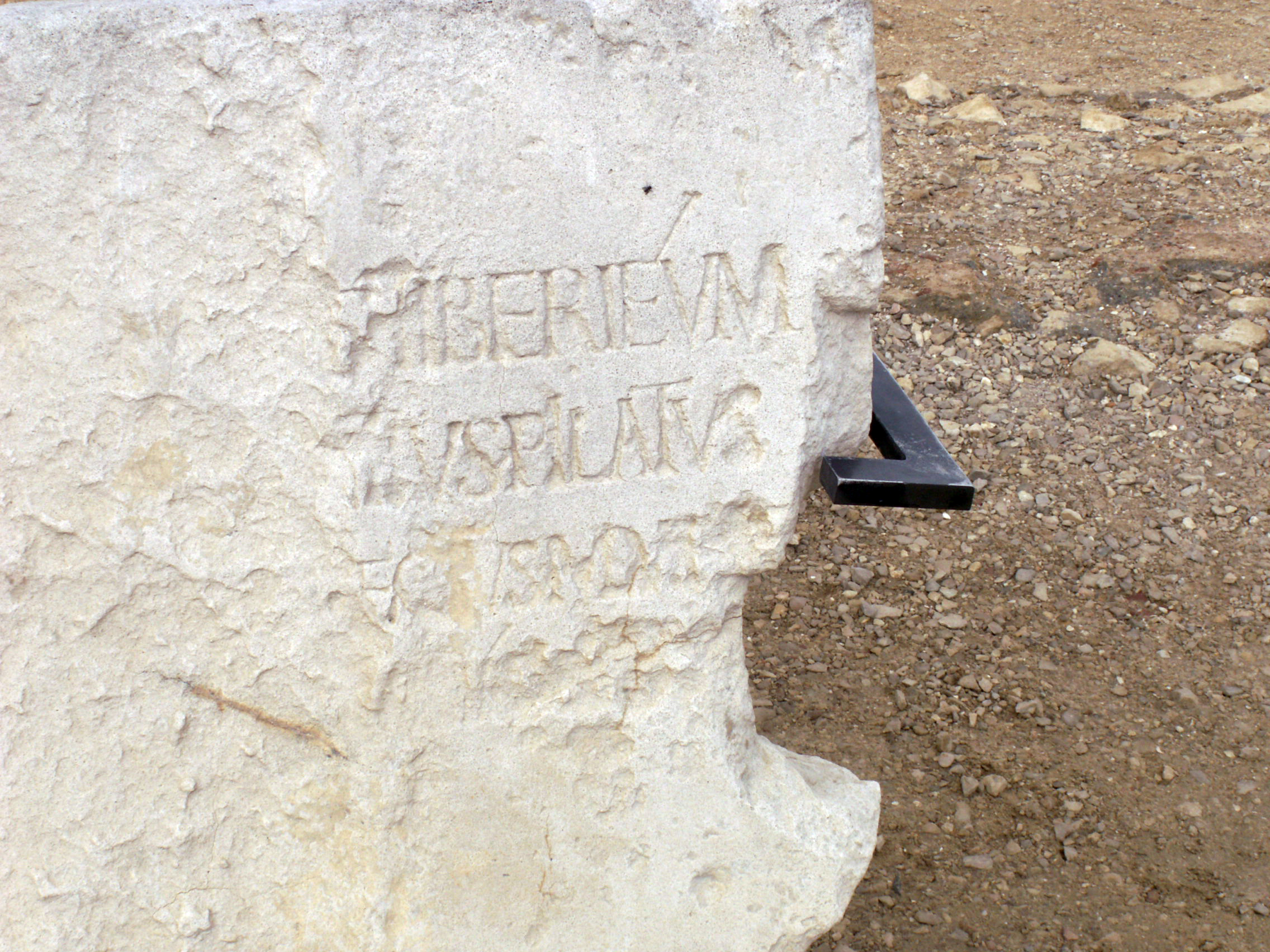
حجر بيلاطس من قيسارية ماريتيما، محفوظ الآن في متحف إسرائيل.

#### نبي رؤيوي

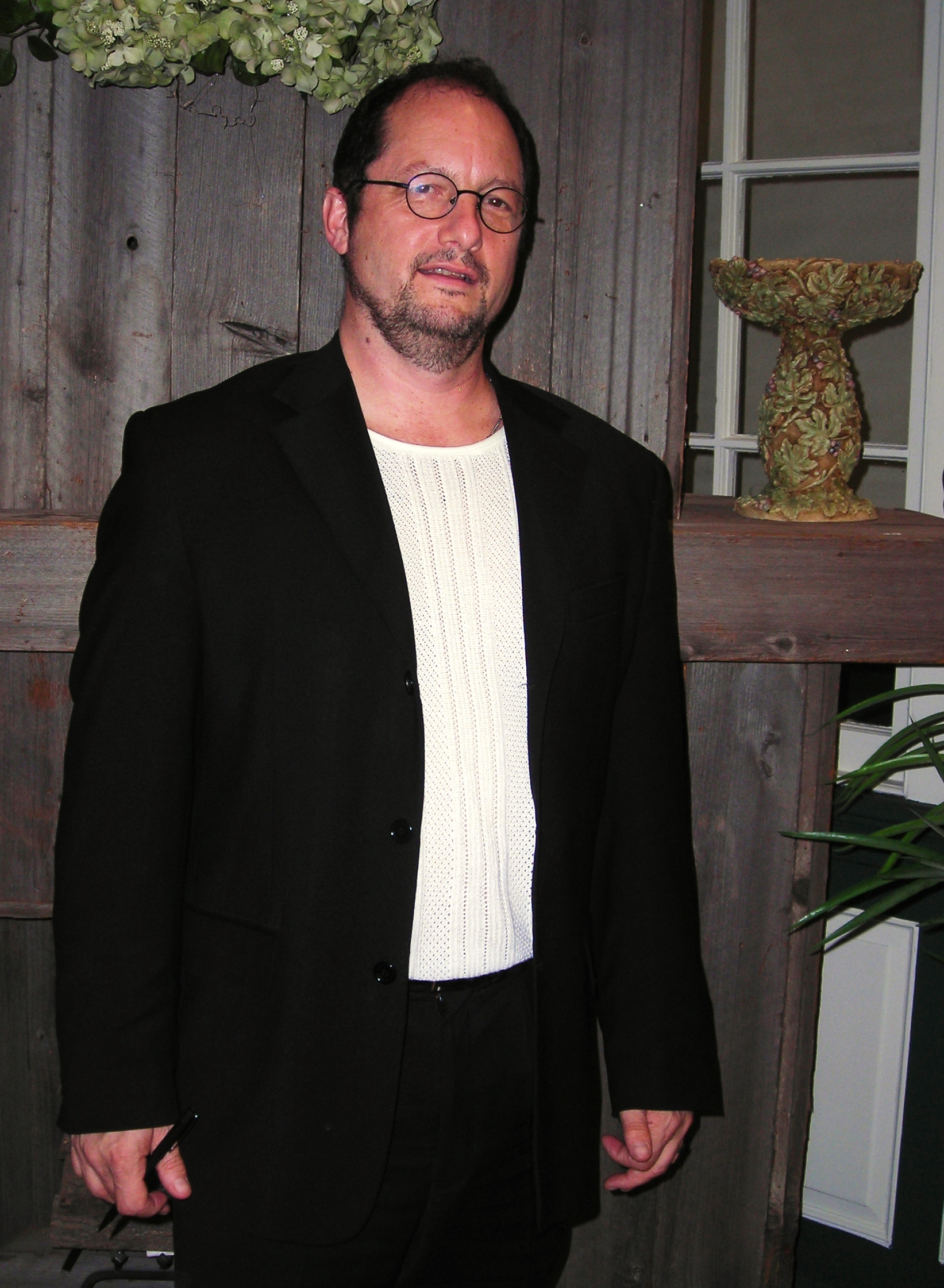
بارت إيرمان

#### معالج جذاب

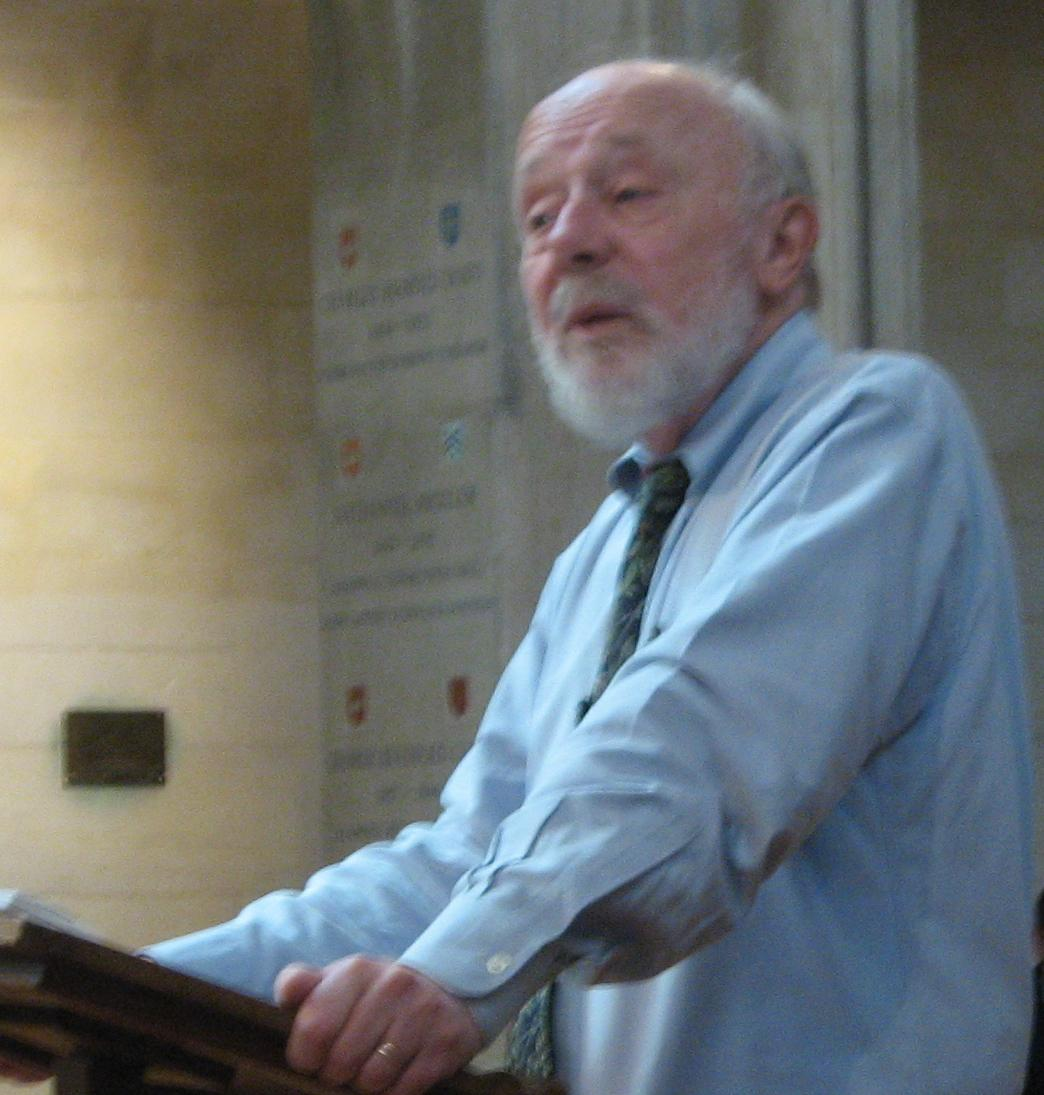
ماركوس بورغ